# 1. jugoslawische Fußballliga
Die 1. jugoslawische Fußballliga (serbokroatisch Прва Савезна Лига Prva Savezna Liga) wurde 1923 gegründet und war die höchste Spielklasse Jugoslawiens. Sie unterstand der Fudbalski savez Jugoslavije – FSJ ‚Jugoslawischer Fußballverband‘. Zunächst wurde der Sieger in einem K.-o.-System ermittelt, später im Liga-System. Der erste Meister war Građanski Zagreb, der Vorläufer von Dinamo Zagreb. Die 1. Liga Jugoslawiens hatte bis 1992 Bestand. Bis dahin gewann Roter Stern Belgrad, vor Partizan Belgrad, die meisten Titel.

## Die Vorgeschichte
Am Anfang nahmen nur zwei Teams aus Kroatien, zwei aus Serbien, eins aus Slowenien und eins aus Bosnien-Herzegowina teil. Meister wurde am Ende der Građanski Zagreb, der den SAŠK Sarajevo im Finale mit Wiederholungsspiel (Hinspiel 1:1) mit 4:2 besiegte. Ein Jahr später stieß ein siebter Verein hinzu, und man spielte weiter im Turniersystem den Meister aus.
Erst im Jahre 1927 kam der Ligamodus zum Einsatz, doch die Anzahl der Mannschaften war klein geblieben. Der erste Meister in der Liga wurde Hajduk Split, der sich gemeinsam mit dem zweitplatzierten BSK für den Mitropapokal qualifizierte. Nachdem man in der Saison 1931/32 wieder mit dem Pokalmodus den Sieger ausgemacht hatte, vergrößerte man ein Jahr darauf die Liga auf elf Mannschaften, um die Liga attraktiver zu machen und das Ligasystem zu erhalten. In den Jahren des Zweiten Weltkriegs wurde die Liga wieder verkürzt und aufgrund der Besatzung durch die Achsenmächte bald danach eingestellt.

## Jahre des Umbruchs
Nach dem Zweiten Weltkrieg nahm man den Spielbetrieb wieder auf, und zudem wurde der Pokalwettbewerb eingeführt. Von da an begann die Dominanz der Klubs aus Belgrad, Split und Zagreb. 1950 vergrößerte man die Liga auf zwölf Mannschaften und 1954 auf 14.
Die jugoslawische Liga mauserte sich von Jahrzehnt zu Jahrzehnt zu einer starken Liga und bot zahlreiche gute Spieler auf. Kurz vor dem Zerfall Jugoslawiens gehörte sie zu den stärksten Ligen Europas.

## Die Meister vor dem Zweiten Weltkrieg
| Saison   | Meister              | Zweiter          | Dritter                              |
| -------- | -------------------- | ---------------- | ------------------------------------ |
| 1923*    | HŠK Građanski Zagreb | SAŠK Sarajevo    | SK Jugoslavija                       |
| 1924*    | SK Jugoslavija       | Hajduk Split     | SAŠK Sarajevo, Somborski SK          |
| 1925*    | SK Jugoslavija       | Građanski Zagreb | HAD Bačka Subotica, Slavija Sarajevo |
| 1926*    | Građanski Zagreb     | SK Jugoslavija   | Hajduk Split, Slavija Sarajevo       |
| 1927     | Hajduk Split         | BSK              | HAŠK Zagreb                          |
| 1928     | Građanski Zagreb     | Hajduk Split     | BSK                                  |
| 1929     | Hajduk Split         | BSK              | SK Jugoslavija                       |
| 1930     | HŠK Concordia Zagreb | SK Jugoslavija   | Hajduk Split                         |
| 1930/31  | BSK                  | Hajduk Split     | Građanski Zagreb                     |
| 1931/32* | Concordia Zagreb     | Hajduk Split     | BSK, SK Jugoslavija                  |
| 1932/33  | BSK                  | Hajduk Split     | SK Jugoslavija                       |
| 1934/35  | BSK                  | SK Jugoslavija   | Građanski Zagreb                     |
| 1935/36* | BSK                  | Slavija Sarajevo | NAK Novi Sad, SK Ljubljana           |
| 1936/37  | Građanski Zagreb     | Hajduk Split     | BSK                                  |
| 1937/38  | HAŠK Zagreb          | BSK              | Građanski Zagreb                     |
| 1938/39  | BSK                  | Građanski Zagreb | SK Jugoslavija                       |
| 1939/40  | Građanski Zagreb     | BSK              | Slavija Sarajevo                     |

- im Pokalmodus

## Nach dem Zweiten Weltkrieg
| Saison  | Meister                |
| ------- | ---------------------- |
| 1946/47 | FK Partizan Belgrad    |
| 1947/48 | FD Dinamo Zagreb       |
| 1948/49 | FK Partizan Belgrad    |
| 1950    | NK Hajduk Split        |
| 1951    | FK Roter Stern Belgrad |
| 1952    | NK Hajduk Split        |
| 1952/53 | Roter Stern Belgrad    |
| 1953/54 | Dinamo Zagreb          |
| 1954/55 | Hajduk Split           |
| 1955/56 | Roter Stern Belgrad    |
| 1956/57 | Roter Stern Belgrad    |
| 1957/58 | Dinamo Zagreb          |
| 1958/59 | Roter Stern Belgrad    |
| 1959/60 | Roter Stern Belgrad    |
| 1960/61 | Partizan Belgrad       |
| 1961/62 | Partizan Belgrad       |
| 1962/63 | Partizan Belgrad       |
| 1963/64 | Roter Stern Belgrad    |
| 1964/65 | Partizan Belgrad       |
| 1965/66 | Vojvodina Novi Sad     |
| 1966/67 | FK Sarajevo            |
| 1967/68 | Roter Stern Belgrad    |
| 1968/69 | Roter Stern Belgrad    |
| 1969/70 | Roter Stern Belgrad    |
| 1970/71 | Hajduk Split           |
| 1971/72 | Željezničar Sarajevo   |
| 1972/73 | Roter Stern Belgrad    |
| 1973/74 | Hajduk Split           |
| 1974/75 | Hajduk Split           |
| 1975/76 | Partizan Belgrad       |
| 1976/77 | Roter Stern Belgrad    |
| 1977/78 | Partizan Belgrad       |
| 1978/79 | Hajduk Split           |
| 1979/80 | Roter Stern Belgrad    |
| 1980/81 | Roter Stern Belgrad    |
| 1981/82 | Dinamo Zagreb          |
| 1982/83 | Partizan Belgrad       |
| 1983/84 | Roter Stern Belgrad    |
| 1984/85 | FK Sarajevo            |
| 1985/86 | Roter Stern Belgrad    |
| 1986/87 | Partizan Belgrad       |
| 1987/88 | Roter Stern Belgrad    |
| 1988/89 | Vojvodina Novi Sad     |
| 1989/90 | Roter Stern Belgrad    |
| 1990/91 | Roter Stern Belgrad    |
| 1991/92 | Roter Stern Belgrad    |